# Íker Álvarez Braceras
Íker Álvarez Braceras   (Errenteria, 11 de maig de 1977) és un futbolista basc, que ocupa la posició de porter.

## Trajectòria
Format al planter de la Reial Societat, a la campanya 99/00 puja al primer equip, com a suplent d'Alberto, que només li permet disputar tres partits a la màxima categoria. A la següent, no en jugaria cap. La temporada 01/02 seria cedit a la SD Beasaín. De nou al conjunt donostiarra, Íker Álvarez no compta, i començada la temporada, marxa al Real Avilés.
En busca d'oportunitats, prosseguiria la seua carrera en equips de divisions més modestes, com el CE Onda, el Real Jaén o la Gimnástica de Torrelavega.